# Mirni (Timashovsk, Krasnodar)
Mirni (del ruso: Мирный) es un jútor del raión de Timashovsk del krai de Krasnodar, en Rusia. Está situado en la orilla izquierda del río Kirpili, 10 km al sur de Timashovsk y 56 km al norte de Krasnodar, la capital del krai. Tenía 539 habitantes en 2010.
Pertenece al municipio Derbentskoye.

## Historia
El coronel Dmitri Kurganski recibió  321 desiátinas y el teniente coronel Vasili Lozinski 176 desiátinas por sus servicios al pasar a la reserva en 1876. Kurganski se estableció al inicio del meandro del río, Lozinski al final. Ambos jútores estaban compuestos por dos casas (una para el amo y la otra para los criados) y un corral. La población de ambos jútores se incrementó con el tiempo, de modo que se compuso una colonia de cosacos. En 1885 el atamán de Timashóvskaya registra el jútor Kurganski. En 1920, Kurganski es rebautizado como Mirni, y en 1922 Lozinski a su vez pasa a llamarse Fedorovski. En esa década y la siguiente se forman otros jútores a lo largo de la orilla del Kirpili. En 1929 se forma el koljós Telmana, que en 1950 es integrado en el koljós 20 let Oktiabria. En él se creó una brigada de tractores a principios de la década de 1930. En 1948 se estableció en la localidad una estación de radiodifusión.